# Tobias Storm
Tobias Storm (Hørsholm, 4 luglio 2004) è un calciatore danese, difensore del Lyngby.

## Caratteristiche tecniche
Gioca come terzino destro.

## Carriera

### Club
Storm è cresciuto nel settore giovanile del Lyngby con cui ha debuttato il 1º settembre 2021 nell'incontro di Superligaen vinto 5-1 contro il AB Tårnby. Nell'agosto 2022 ha firmato il suo primo contratto professionistico ed è stato promosso in prima squadra definitivamente.

### Nazionale
Ha giocato nelle nazionali giovanili danesi Under-18, Under-19 ed Under-20.

## Statistiche
Aggiornato al 2 marzo 2024.

### Presenze e reti nei club
| Stagione        | Squadra         | Campionato      | Campionato | Campionato | Coppe nazionali | Coppe nazionali | Coppe nazionali | Coppe continentali | Coppe continentali | Coppe continentali | Altre coppe | Altre coppe | Altre coppe | Totale | Totale | Totale |
| Stagione        | Squadra         | Comp            | Pres       | Reti       | Comp            | Pres            | Reti            | Comp               | Pres               | Reti               | Comp        | Pres        | Reti        | Pres   | Reti   |        |
| --------------- | --------------- | --------------- | ---------- | ---------- | --------------- | --------------- | --------------- | ------------------ | ------------------ | ------------------ | ----------- | ----------- | ----------- | ------ | ------ | ------ |
| 2021-2022       | Lyngby          | SL              | 0          | 0          | CD              | 1               | 0               |                    | -                  | -                  |             | -           | -           | 1      | 0      |        |
| 2022-2023       | Lyngby          | SL              | 15         | 0          | CD              | 0               | 0               |                    | -                  | -                  |             | -           | -           | 15     | 0      |        |
| 2023-2024       | Lyngby          | SL              | 17         | 3          | CD              | 0               | 0               |                    | -                  | -                  |             | -           | -           | 20     | 0      |        |
| Totale carriera | Totale carriera | Totale carriera | 32         | 0          |                 | 4               | 0               |                    | -                  | -                  |             | -           | -           | 36     | 0      |        |